# Мелетий (Каламарас)
Митрополи́т Меле́тий Каламара́с (греч. Μητροπολίτης Μελέτιος Καλαμαράς; 1 марта 1933, Алагония, Каламата, Греция — 21 июня 2012, Превеза) — епископ Элладской православной церкви, митрополит Никопольский и Превезский (1980—2012).

## Биография
В 1959 году окончил богословский факультет Афинского университета. Во диакона и пресвитера был рукоположен митрополитом Мессинским Хризостомом (Даскалакисом). Служил проповедником в Мессинской митрополии и секретарем Синодального представительства.
1 марта 1980 года был хиротонисан во епископа с возведением в сан митрополита Никопольского и Превезского.
Принял участие как представитель Элладской Православной Церкви в Межправославной подготовительной комиссии для очередного Всеправославного предсоборного совещания 11-16 декабря 2009 года.
Автор церковных трудов: «V Вселенский Собор» — издание было награждено Афинской Академией наук, «Начертание антихриста в Православном Предании».